# Grand Prix Francie 2001
Grand Prix Francie 2001 (LXXXVII Mobil 1 Grand Prix de France) desátý závod 52. ročníku mistrovství světa jezdců Formule 1 a 43. ročníku poháru konstruktérů, historicky již 673. grand prix, se uskuteční na okruhu Circuit de Nevers Magny-Cours.

## Výsledky

### Kvalifikace
| Pořadí | Číslo | Pilot                 | Konstruktér        | Čas      | Odstup |
| ------ | ----- | --------------------- | ------------------ | -------- | ------ |
| 1      | 5     | Ralf Schumacher       | Williams – BMW     | 1:12.989 |        |
| 2      | 1     | Michael Schumacher    | Ferrari            | 1:12.999 | +0.010 |
| 3      | 4     | David Coulthard       | McLaren – Mercedes | 1:13.186 | +0.197 |
| 4      | 3     | Mika Häkkinen         | McLaren – Mercedes | 1:13.268 | +0.279 |
| 5      | 12    | Jarno Trulli          | Jordan – Honda     | 1:13.310 | +0.321 |
| 6      | 6     | Juan Pablo Montoya    | Williams – BMW     | 1:13.625 | +0.636 |
| 7      | 11    | Heinz-Harald Frentzen | Jordan – Honda     | 1:13.815 | +0.826 |
| 8      | 2     | Rubens Barrichello    | Ferrari            | 1:13.867 | +0.878 |
| 9      | 16    | Nick Heidfeld         | Sauber – Petronas  | 1:14.095 | +1.106 |
| 10     | 10    | Jacques Villeneuve    | BAR – Honda        | 1:14.096 | +1.107 |
| 11     | 9     | Olivier Panis         | BAR – Honda        | 1:14.181 | +1.192 |
| 12     | 18    | Eddie Irvine          | Jaguar – Ford      | 1:14.441 | +1.452 |
| 13     | 17    | Kimi Räikkönen        | Sauber – Petronas  | 1:14.536 | +1.547 |
| 14     | 19    | Pedro de la Rosa      | Jaguar – Ford      | 1:15.020 | +2.031 |
| 15     | 23    | Luciano Burti         | Prost – Acer       | 1:15.072 | +2.083 |
| 16     | 7     | Giancarlo Fisichella  | Benetton – Renault | 1:15.220 | +2.231 |
| 17     | 8     | Jenson Button         | Benetton – Renault | 1:15.420 | +2.431 |
| 18     | 14    | Jos Verstappen        | Arrows – Asiatech  | 1:15.707 | +2.718 |
| 19     | 22    | Jean Alesi            | Prost – Acer       | 1:15.774 | +2.785 |
| 20     | 15    | Enrique Bernoldi      | Arrows – Asiatech  | 1:15.828 | +0.839 |
| 21     | 21    | Fernando Alonso       | Minardi – European | 1:16.039 | +3.050 |
| 22     | 20    | Tarso Marques         | Minardi – European | 1:16.500 | +3.511 |

### Závod
| Pořadí | Číslo | Jezdec                | Konstruktér      | Kola | Čas/odstoupení | Start | Body |
| ------ | ----- | --------------------- | ---------------- | ---- | -------------- | ----- | ---- |
| 1      | 1     | Michael Schumacher    | Ferrari          | 72   | 1:33:35.636    | 2     | 10   |
| 2      | 5     | Ralf Schumacher       | Williams-BMW     | 72   | +10.399        | 1     | 6    |
| 3      | 2     | Rubens Barrichello    | Ferrari          | 72   | +16.381        | 8     | 4    |
| 4      | 4     | David Coulthard       | McLaren-Mercedes | 72   | +17.106        | 3     | 3    |
| 5      | 12    | Jarno Trulli          | Jordan-Honda     | 72   | +1:08.285      | 5     | 2    |
| 6      | 16    | Nick Heidfeld         | Sauber-Petronas  | 71   | +1 kolo        | 9     | 1    |
| 7      | 17    | Kimi Räikkönen        | Sauber-Petronas  | 71   | +1 kolo        | 13    |      |
| 8      | 11    | Heinz-Harald Frentzen | Jordan-Honda     | 71   | +1 kolo        | 7     |      |
| 9      | 9     | Olivier Panis         | BAR-Honda        | 71   | +1 kolo        | 11    |      |
| 10     | 23    | Luciano Burti         | Prost-Acer       | 71   | +1 kolo        | 15    |      |
| 11     | 7     | Giancarlo Fisichella  | Benetton-Renault | 71   | +1 kolo        | 16    |      |
| 12     | 22    | Jean Alesi            | Prost-Acer       | 70   | +2 kola        | 19    |      |
| 13     | 14    | Jos Verstappen        | Arrows-Asiatech  | 70   | +2 kola        | 18    |      |
| 14     | 19    | Pedro de la Rosa      | Jaguar-Cosworth  | 70   | +2 kola        | 14    |      |
| 15     | 20    | Tarso Marques         | Minardi-European | 69   | +3 kola        | 22    |      |
| 16     | 8     | Jenson Button         | Benetton-Renault | 68   | Tlak paliva    | 17    |      |
| 17     | 21    | Fernando Alonso       | Minardi-European | 65   | Motor          | 21    |      |
| Ret    | 18    | Eddie Irvine          | Jaguar-Cosworth  | 54   | Motor          | 12    |      |
| Ret    | 6     | Juan Pablo Montoya    | Williams-BMW     | 52   | Motor          | 6     |      |
| Ret    | 15    | Enrique Bernoldi      | Arrows-Asiatech  | 17   | Motor          | 20    |      |
| Ret    | 10    | Jacques Villeneuve    | BAR-Honda        | 5    | Motor          | 10    |      |
| DNS    | 3     | Mika Häkkinen         | McLaren-Mercedes | -    | Převodovka     | 4     |      |

## Průběžné pořadí šampionátu
Pohár konstruktérů
| Pořadí | Jezdec             | Body |
| ------ | ------------------ | ---- |
| 1      | Michael Schumacher | 78   |
| 2      | David Coulthard    | 47   |
| 3      | Ralf Schumacher    | 31   |
| 4      | Rubens Barrichello | 30   |
| 5      | Juan Pablo Montoya | 12   |

Pohár konstruktérů
| Pořadí | Konstruktér      | Body |
| ------ | ---------------- | ---- |
| 1      | Ferrari          | 108  |
| 2      | McLaren-Mercedes | 56   |
| 3      | Williams-BMW     | 43   |
| 4      | Sauber-Petronas  | 16   |
| 5      | Jordan-Honda     | 15   |